# Lazarus Kaimbi
Lazarus Kumbe Kaimbi (* 12. August 1988 in Windhoek, Südwestafrika) ist ein namibischer Fußballspieler.

## Karriere

### Verein
Kaimbi begann seine Profikarriere beim Ramblers Club in Windhoek. 2007 wechselte er nach Südafrika und schloss sich Jomo Cosmos aus Johannesburg an. Das letzte Vertragsjahr wurde er an den thailändischen Erstligisten Osotspa FC ausgeliehen. Nach Ende der Ausleihe wurde er von Osotspa fest verpflichtet. Zum Ligakonkurrenten Bangkok Glass FC wechselte er 2013. Hier schoss er von 2013 bis 2016 in 68 Spielen 21 Tore. Mit BG gewann Kaimbi 2014 den thailändischen FA Cup. Mitte 2016 wechselte er zur Rückserie zum Erstligisten Chiangrai United. Für Chiangrai spielte er elfmal und schoss dabei ein Tor. Nach Vertragsende ging er nach Sattahip und unterschrieb einen Vertrag beim Navy FC. Nach zwei Monaten wurde der Vertrag wieder aufgelöst. Von Februar 2017 bis Juni 2017 war er vereinslos. Im Juni 2017 nahm ihn der Erstligist Suphanburi FC bis Ende des Jahres unter Vertrag. Nach Vertragsende war er wieder bis Mai 2018 vereinslos. Im Juni 2018 ging er nach Malaysia und schloss sich dem Erstligisten Kelantan FA an. Nach der Saison musste er mit Kelantan den Weg in die zweite Liga antregen. Hier spielte er bis Mitte 2019. Von Juni 2019 bis Ende 2019 spielte er beim Erstligisten Pahang FA. Die Saison 2020 verpflichtete ihn sein ehemaliger Verein Kelantan FA. 2021 schloss er sich dem Erstligaabsteiger PDRM FA aus Selayang an. Seit 2023 steht er beim namibischen Erstligisten Blue Waters FC unter Vertrag.

### Nationalmannschaft
Kaimbi spielte zwischen 2008 und 2014 17 Mal in der namibischen Nationalmannschaft und schoss fünf Tore.

## Erfolge
Bangkok Glass
- Thailändischer Pokalsieger: 2014